# الهیجانه
الهیجانه (به عربی: الهیجانة) یک روستا در سوریه است که در استان ریف دمشق واقع شده‌است. الهیجانه ۸٬۱۳۸ نفر جمعیت دارد.